# Rallye Monte Carlo 2003
Die 71. Rallye Monte Carlo war der 1. Lauf zur Rallye-Weltmeisterschaft 2003. Sie fand vom 24. bis zum 26. Januar in der Region von Monaco statt. Von den 14 geplanten Wertungsprüfungen wurde eine (7) abgesagt.

## Klassifikationen

### Endergebnis
| Rang | Fahrer              | Co-Pilot         | Auto               | Zeit (Std./Min./Sek.) | Rückstand Sieger (Min./Sek.) Rückstand V (Min./Sek.) |
| ---- | ------------------- | ---------------- | ------------------ | --------------------- | ---------------------------------------------------- |
| 1    | Sébastien Loeb      | Daniel Elena     | Citroën Xsara WRC  | 4:29:11.4             | 0:00.0                                               |
| 2    | Colin McRae         | Derek Ringer     | Citroën Xsara WRC  | 4:29:49.5             | 0:38.1                                               |
| 3    | Carlos Sainz senior | Marc Martí       | Ford Focus RS WRC  | 4:30:03.6             | 0:52.2 0:14.1                                        |
| 4    | Markko Märtin       | Michael Park     | Ford Focus RS WRC  | 4:30:06.9             | 0:55.5 0:03.3                                        |
| 5    | Richard Burns       | Robert Reid      | Peugeot 206 WRC    | 4:32:27.9             | 3:16.5 2:21.0                                        |
| 6    | Cédric Robert       | Gérald Bedon     | Peugeot 206 WRC    | 4:34:28.1             | 5:16.7 2:00.2                                        |
| 7    | François Duval      | Jean-Marc Fortin | Ford Focus RS WRC  | 4:34:28.5             | 5:17.1 0:00.4                                        |
| 8    | Armin Schwarz       | Manfred Hiemer   | Hyundai Accent WRC | 4:35:53.7             | 6:42.3 1:25.2                                        |
| 9    | Didier Auriol       | Denis Giraudet   | Skoda Octavia WRC  | 4:36:25.2             | 7:13.8 0:31.5                                        |
| 10   | Roman Kresta        | Milos Hulka      | Peugeot 206 WRC    | 4:37:02.3             | 7:50.9 0:37.1                                        |

Insgesamt wurden 29 von 50 gemeldeten Fahrzeuge klassiert:

### Wertungsprüfungen
| Tag            | WP                                  | Name                       | Länge    | Start MESZ          | Gewinner        | Co-Pilot          | Auto              | Zeit           | Leader          |
| Tag 1 24. Jan. |                                     |                            |          |                     |                 |                   |                   |                |                 |
| -------------- | ----------------------------------- | -------------------------- | -------- | ------------------- | --------------- | ----------------- | ----------------- | -------------- | --------------- |
| Tag 1 24. Jan. | WP1                                 | Prunières – Embrun 1       | 28,36 km | 07:48               | Marcus Grönholm | Timo Rautiainen   | Peugeot 206 WRC   | 18:07.6        | Marcus Grönholm |
| Tag 1 24. Jan. | WP2                                 | Selonnet – Bréziers 1      | 22,52 km | 09:21               | Marcus Grönholm | Timo Rautiainen   | Peugeot 206 WRC   | 16:00.3        | Marcus Grönholm |
| Tag 1 24. Jan. | WP3                                 | Prunières – Embrun 2       | 28,36 km | 11:24               | Sébastien Loeb  | Daniel Elena      | Citroën Xsara WRC | 17:54.5        | Marcus Grönholm |
| Tag 1 24. Jan. | WP4                                 | Selonnet – Bréziers 2      | 22,52 km | 12:57               | Marcus Grönholm | Timo Rautiainen   | Peugeot 206 WRC   | 15:33.7        | Marcus Grönholm |
| Tag 1 24. Jan. | WP5                                 | Plan de Vitrolles – Faye 1 | 47,27 km | 14:30               | Sébastien Loeb  | Daniel Elena      | Citroën Xsara WRC | 28:54.9        | Marcus Grönholm |
| Tag 1 24. Jan. | WP6                                 | Plan de Vitrolles – Faye 2 | 47,27 km | 17:09               | Colin McRae     | Derek Ringer      | Citroën Xsara WRC | 30:04.7        | Marcus Grönholm |
| Tag 2 25. Jan. |                                     |                            |          |                     |                 |                   |                   |                | Marcus Grönholm |
| WP7            | Sigale 1                            | 32,11 km                   | 08:33    | abgesagt            | abgesagt        | abgesagt          | abgesagt          |                | Marcus Grönholm |
| WP8            | St. Antonin – Tourette du Château 1 | 25,15 km                   | 09:31    | Sébastien Loeb      | Daniel Elena    | Citroën Xsara WRC | 18:08.0           |                | Marcus Grönholm |
| WP9            | Sigale 2                            | 32,11 km                   | 13:19    | Sébastien Loeb      | Daniel Elena    | Citroën Xsara WRC | 24:59.3           | Sébastien Loeb |                 |
| WP10           | St. Antonin – Tourette du Château 2 | 25,15 km                   | 14:17    | Carlos Sainz senior | Marc Martí      | Citroën Xsara WRC | 17:52.3           | Sébastien Loeb |                 |
| Tag 3 26. Jan. |                                     |                            |          |                     |                 |                   |                   | Sébastien Loeb |                 |
| WP11           | Sospel – Turini – La Bollène 1      | 32,58 km                   | 09:15    | Colin McRae         | Derek Ringer    | Citroën Xsara WRC | 25:30.6           | Sébastien Loeb |                 |
| WP12           | Lantosque – Lucéram 1               | 19,52 km                   | 10:08    | Markko Märtin       | Michael Park    | Ford Focus RS WRC | 14:09.4           | Sébastien Loeb |                 |
| WP13           | Sospel – Turini – La Bollène 2      | 32,58 km                   | 12:35    | Carlos Sainz senior | Marc Martí      | Citroën Xsara WRC | 24:52.0           | Sébastien Loeb |                 |
| WP14           | Lantosque – Lucéram 2               | 19,52 km                   | 13:28    | Carlos Sainz senior | Marc Martí      | Citroën Xsara WRC | 13:46.1           | Sébastien Loeb |                 |

### Gewinner Wertungsprüfungen
| WP         | Anzahl | Fahrer          | Auto              |
| ---------- | ------ | --------------- | ----------------- |
| 3, 5, 8, 9 | 4      | Sébastien Loeb  | Citroën Xsara WRC |
| 1, 2, 4    | 3      | Marcus Grönholm | Peugeot 206 WRC   |
| 10, 13, 14 | 3      | Carlos Sainz    | Citroën Xsara WRC |
| 6, 11      | 2      | Colin McRae     | Citroën Xsara WRC |
| 12         | 1      | Markko Märtin   | Ford Focus RS WRC |

### Fahrer-Weltmeisterschaft
| Pos. | Fahrer         | Punkte |
| ---- | -------------- | ------ |
| 1    | Sébastien Loeb | 10     |
| 2    | Colin McRae    | 8      |
| 3    | Carlos Sainz   | 6      |
| 4    | Markko Märtin  | 5      |
| 5    | Richard Burns  | 4      |

### Herstellerwertung
| Pos. | Team    | Punkte |
| ---- | ------- | ------ |
| 1    | Citroën | 18     |
| 2    | Ford    | 10     |
| 3    | Peugeot | 6      |
| 4    | Hyundai | 3      |